# Molla Szahaboldin
Molla Szahaboldin – wieś w Iranie, w ostanie Azerbejdżan Zachodni, w szahrestanie Mijandoab. W 2006 roku liczyła 2311 mieszkańców.